# Deutsche U-Boote (1906–1919)

Flagge der Kaiserlichen Marine Deutschlands von 1903 bis 1919

Die deutschen U-Boote, welche oft die allgemein gebräuchliche Bezeichnung („SM“ für „Seiner Majestät“, siehe Seiner Majestät Schiff) vor dem Bootsnamen führten, waren in der Abteilung Inspektion des Torpedowesens ein Teil der Kaiserlichen Marine des Deutschen Kaiserreichs bis zur Auflösung aller U-Boot-Entwicklungen und dem Einstellen des U-Boot-Baus nach Abschluss des Versailler Friedensvertrages am 28. Juni 1919.

## Geschichte
Ab dem 19. Jahrhundert beschäftigte man sich in Deutschland mit dem U-Bootbau. Diese Entwicklung begann 1850 mit der von Wilhelm Bauer gebauten Brandtaucher und führte 1867/68 zur Initiative des in Dresden geborenen Lehrers Friedrich Otto Vogel, dessen Projekt des Vogel-Bootes aufgrund technischer Mängel und finanzieller Mittel nicht zustande kam. 1897 wurde das Versuchsboot 333 auf der Howaldtwerft in Kiel gebaut und ausgiebig erprobt, bis dann 1902 bei der Germaniawerft in Kiel unter strenger Geheimhaltung und ohne Auftrag der Marine nach den Plänen von Raimundo Lorenzo d’Equevilley-Montjustin mit dem Bau des ersten Prototyps, der Forelle begonnen wurde. Ebenso wurden drei etwas größere U-Boote der Karp-Klasse für die russische Marine gebaut.

### Planung
Lange Zeit konnte man sich bei der Inspektion des Torpedowesens des Reichsmarineamtes nicht dazu durchringen, eine eigene U-Boot-Waffe aufzubauen. Gründe dafür waren, dass man den Kampfwert und eine zufriedenstellende technische Umsetzung bezweifelte. Außerdem wollte man aufgrund der Unfallgefahr keine Benzinmotoren einsetzen. In anderen Marinen, besonders in England, war es auf U-Booten zu zahlreichen Unfällen durch das leicht entflammbare und flüchtige Benzin gekommen. Erst nach erfolgreichen Versuchen mit dem Versuchs-U-Boot Forelle und ersten Erfolgen ausländischer Marinen bei U-Boot-Einsätzen wurde am 4. April 1904 der Auftrag zum Bau eines U-Bootes für die Seestreitkräfte von Admiral Alfred von Tirpitz an den Marineingenieur Gustav Berling erteilt. 1905 übernahm dieser die Planung für das erste deutsche U-Boot U 1 und richtete ein Konstruktionsbüro für den U-Bootbau ein. Im Marine-Etat des Jahres 1905 wurden daraufhin 1,5 Millionen Mark für den Unterseebootbau freigegeben.
Auf Anraten von Gustav Berling wurde am 1. Juli 1907 Hans Techel Chef der U-Boot-Entwicklung bei der Germaniawerft. Er konstruierte bis zum Ende des Ersten Weltkrieges über 170 U-Boote.

### Leitung, Aufbau und Gliederung der U-Bootwaffe
Der Leiter der Torpedoinspektion des Reichsmarineamtes von 1906 bis 1910 war Konter- bzw. Vizeadmiral Hugo Zeye. Unter welchem U 1 unter dem Kommando Kapitänleutnants Erich von Boehm-Bezing am 14. Dezember 1906 in Dienst gestellt wurde. Dies war die offizielle Geburt der deutschen U-Bootwaffe. Von 1910 bis 1912 wurde die Abteilung von Konteradmiral Wilhelm von Lans geführt. Unter dessen Leitung eine Unterseebootsflottille, eine Unterseebootsabteilung sowie eine Unterseebootsschule gegründet wurden. Von 1912 bis 1913 war Konteradmiral Reinhard Koch für die Leitung zuständig.
Im Jahr 1909 wurde das Spezialschiff Vulkan der Torpedoinspektion unterstellt und am 10. Oktober 1910 auf ihm die oben genannte Unterseebootschule der Kaiserlichen Marine sowie eine U-Bootkompanie eingerichtet. Die U-Bootkompanie wurde am 18. März 1911 zu einer eigenen U-Bootabteilung welcher im November 1911 das Torpedoboot D 5 unterstellt wurde. 1912 kam das Tordedoboot S 99 sowie ab Herbst der kleine Kreuzer Hamburg hinzu. Ebenso wurde am 1. Oktober 1909 die U-Boot-Abnahmekommission (UAK) zur Abnahme von U-Booten gegründet.
Die I. U-Bootflottille, welche vier U-Bootshalbflottillen enthielt, wurde am 7. Januar 1913 gegründet und der kleine Kreuzer Stettin als Hilfsschiff unterstellt. Die U-Boote waren auf Helgoland, in Brunsbüttel sowie in Wilhelmshaven stationiert.
Am 13. Dezember 1913 erging per kaiserlichem Erlass die Gründung der U-Bootinspektion in Kiel da die bisherige Inspektion des Torpedowesens mit der immer weiter ansteigenden Zahl der U-Boote überfordert war. Ihr waren alle U-Boote, Hilfseinheiten, Ausbildungsbetriebe sowie die Entwicklung der U-Bootwaffe in technischer, konzeptioneller und strategischer Hinsicht unterstellt.
Die Bildung einer II. U-Bootflottille wurde am 23. Mai 1914 angeordnet und am 1. Juni 1914 gegründet. Sie enthielt zwei U-Bootshalbflottillen, welche in Emden, Wilhelmshaven und auf Borkum stationiert waren.
Bis zum Ausbruch des Ersten Weltkrieges wurden 28 U-Boote fertig und in Dienst gestellt und als ab 1914 der Bestand weiter zunahm, wurden die Unterseebootsflottillen jeweils in zwei Unterseeboots-Halbflottillen unterteilt.
Mit Beginn des Ersten Weltkrieges, wurde am 21. August 1914 Korvettenkapitän/Kommodore Bauer als I. Führer der U-Boote (FdU) der Hochseestreitkräfte der I. U-Bootflottille ernannt und blieb es bis 4. Juni 1917. Im folgte ab 5. Juni 1917 Kapitänleutnant/Kommodore Michelsen, welcher die neu geschaffene Stelle des Befehlshabers der U-Boote (BdU) bis November 1918 erfüllte. Infolge der Bildung größerer U-Boot-Flotten wurde daraufhin die U-Bootwaffe neu eingeteilt. Der II. Führer der II. U-Bootflottille für den Bereich Flandern mit Stationierungen in Zeebrügge, Brügge und Ostende vom 1. Oktober 1917 bis Oktober 1918 war Kapitänleutnant Karl Bartenbach der III. FdU für den Bereich der III. U-Bootflottille im Mittelmeer mit Stationen in Pola und Cattaro war Kapitänleutnant/Kommodore Theodor Püllen, welcher sich mit Kapitänleutnant Kurt Graßhoff in der Führungsrolle, aufgrund von Krankheit, abwechselte. Für den Bereich der Ostseestreitkräfte der IV. U-Bootflottille mit Stationen in Kiel, Danzig und Libau waren die Kapitänleutnants Adam und Schött verantwortlich. Diese U-Bootflottille war in eine 5. U-Boothalbflottille, eine V. U-Bootflottille und eine U-Flottille-Kurland unterteilt. Die Langstrecken-U-Boote der V. U-Bootflottille wurden direkt dem Admiralstab unter Ostsee-Oberbefehlshaber Großadmiral Prinz Heinrich von Preußen unterstellt. Als am 10. Dezember 1917 Die Kampfhandlungen in der Ostsee beendet waren, wurde diese U-Bootflottille aufgelöst und den übrigen Flottillen zugewiesen oder der U-Bootschule zur Verfügung gestellt. Bei der VI. U-Bootflottille, der Mittelmeer-Division, mit Stationen in Konstantinopel und Sewastopol handelte es sich ab Mai 1915 um U-Boote der U-Halbflottille aus Pola und der U-Bootflottile des Mittelmeeres. Diese wurde vom November 1917 bis April 1918 von Kapitänleutnant Krueger und vom April 1918 bis November 1918 von Kapitänleutnant Adam befehligt.

### Erster Weltkrieg
In den Jahren 1906 bis 1918 wurden insgesamt 374 U-Boote für die Kaiserliche Marine gebaut hiervon waren 143 Flotten-U-Boote, 136 UB-U-Boote und 95 UC-U-Boote. Diese Einheiten führten während des Ersten Weltkrieges insgesamt 3.274 Operationen aus, bei denen sie 6.394 Handelsschiffe mit einer Gesamttonnage von 11.948.702 BRT und 100 Kriegsschiffe mit einer Gesamttonnage von 366.249 BRT vernichteten. Hierbei gingen 178 U-Boote verloren bei denen 4.744 Menschen der Besatzungen starben.
Zu Beginn des Krieges standen 28 U-Boote zur Verfügung. U 2 lag in der Werft und U 1 und U 4 waren zu Schulungszwecken eingebunden. Also waren es nur noch 25 von denen nur 12 Einheiten aufgrund von Werftarbeiten, Ausbildung und Fronterprobung für den Dienst bereit waren. Der Zulauf von U 29 bis U 41 verzögerte sich bis Februar 1915. Während des Krieges wurden weitere 800 U-Boote bestellt.
Anfänglich waren die U-Boote nur als Hilfskräfte der Hochseeflotte geplant. Die Skepsis der neuen Waffengattung gegenüber war noch hoch. Hauptsächlich wurden Patrouillenfahrten und Fernaufklärungen durchgeführt. Ebenso wurde darüber nachgedacht, einen kleineren U-Boot-Typ zu konstruieren, welcher schneller zu fertigen war und bei welchem die Engpässe bei der Lieferung passender Dieselmotoren umgangen werden konnten. Es waren zuerst rein elektrisch angetriebene U-Boote geplant. Diese Pläne wurden allerdings wieder fallen gelassen.
Am 8. August 1914, auf Patrouillenfahrt mit neun weiteren U-Booten in nordschottischen Gewässern, feuerte U 15 den ersten Torpedo auf ein britisches Schiff, die Monarch ab, versenkte es aber nicht. Der erste Versenkungserfolg gelang Kapitänleutnant Otto Hersing am 5. September 1914 beim kleinen britischen Kreuzer Pathfinder mit U 21. Die U-Boot-Flotte war daraufhin mit dem Führen eines Handelskriegs nach Prisenordnung beschäftigt. Dieser hatte ab 1915 Priorität. Als die Briten im November 1914 die gesamte Nordsee zum Kriegsgebiet erklärten und eine Blockade gegen das deutsche Reich verhängten befahl die deutsche Marineleitung gegnerische Schiffe ohne Warnung zu versenken und eröffnete damit den uneingeschränkten U-Boot-Krieg. Dies zog scharfe Proteste neutraler Staaten nach sich und nach der Versenkung des britischen Passagierdampfers Lusitania durch U 20 wurde dieser wieder eingestellt. Als sich die Versorgungslage im deutschen Reich verschlimmerte, wurde dieser am 1. Februar 1917 wieder aufgenommen.
Die wichtigsten Operationsgebiete waren die Nordsee, der Atlantik, die Ostsee und das Mittelmeer. Im Mittelmeer wurden die Stützpunkte der österreichischen Marine an der Adria sowie der osmanischen Marine an den Dardanellen genutzt. Ab Mitte 1917 war auch der Mittelatlantik sowie die Ostküste der USA Kriegsgebiet als die neuen U-Kreuzer, mit ihrer hohen Reichweite, In Dienst gestellt wurden. Um U-Boote in Häfen zu schützen, wurden ab 1917 die ersten U-Boot-Bunker wie in Brügge gebaut. Diese dienten später der Organisation Todt als Vorbild.
Die U-Boote U 1 bis U 41 waren Boote, welche als so genannte Vorkriegsboote vor Ausbruch des Ersten Weltkrieges bestellt und teilweise danach In Dienst gestellt wurden.
Die Flotten-U-Boote U 43 bis U 70 wurden als Ms-Boote bezeichnet. Namensgebend war der Mobilmachungsplan nach dem eine Reihe von U-Bootbestellungen für den Kriegsfall vorgesehen war. Die 1913 von Österreich-Ungarn bestellten U-Boote U 66 bis U 70 wurden nach Verhandlungen nicht mehr ausgeliefert und gingen von Juli bis September 1915 in den Dienst der kaiserlichen Marine.
Die U-Boote des Typs U 135 – U 138 und des ähnlichen Typ U 213 – U 228 wurden als Große Ms-Boote oder U-Kreuzer-(U 139 bis U 142)-Vorläufer bezeichnet. Von ihnen konnten jedoch nur noch U 135 und U 136 vor Kriegsende in Dienst gestellt werden.

## Typen

### Petrolboote
Aufgrund der allgemeinen Wehrpflicht wurde großer Wert auf Betriebssicherheit gelegt. Die ersten U-Boote U 1 bis U 16 waren Zweihüllenboote mit Petroleummotoren der Firma Körting als Hauptantrieb bei Überwasserfahrt. Sie wurden daher Petroleumboote (kurz Petrolboote genannt). Petroleum war weit sicherer als Benzin. Dieselmotoren mit gefordertem Leistungsgewicht standen damals noch nicht zur Verfügung. Die Nutzung der Petroleummotoren war jedoch mit einer starken Rauchfahne verbunden. Für die Unterwasserfahrt wurden verschiedene Elektromotoren von verschiedenen Herstellern verwendet z. B von den Siemens-Schuckertwerken oder AEG.
Das von Gustav Berling entwickelte U-Boot U 1 wurde bei vielen erfolgreichen Tests erprobt und führte zu weiteren U-Boot-Bestellungen. So liefen 17 weitere Boote von Juni 1908 bis November 1912 der jungen deutschen Marine zu. Die Leistungssteigerung der Petroleummotoren fiel von U-Boot-Typ zu U-Boot-Typ vergleichsweise schwach im Vergleich zur stark anwachsenden Tonnage aus.
Bei U 2, dem Nachfolgeboot, welches auf der Kaiserlichen Werft in Danzig gebaut wurde, betrug die Leistung schon 441 kW (600 PS), fast doppelt so viel wie bei U 1.
1909 knapp ein Jahr später wurden mit U 3 und U 4 weitere U-Boote in Dienst gestellt. Deren Maschinen waren dieselben wie bei U 2. Diese U-Boote hatten erstmals ein Artilleriegeschütz an Deck montiert.
Ab U 5 bis U 8 wurden Motoren mit 662 kW was so viel wie 900 PS eingesetzt. Diese wirkten auf eine Welle mit Propeller und mussten, wegen der engen Druckkörper hintereinander eingebaut werden. Bei diesen U-Booten wurde erstmals eine Luftreinigungsanlage sowie Akkus mit Großoberflächenplatten eingebaut. Die kaiserliche Werft in Danzig baute zeitgleich die U-Boote U 9 bis U 12 mit denselben Spezifikationen. Diese U-Boote waren die ersten wirklich zuverlässigen und einsatztauglichen U-Boote der deutschen kaiserlichen Marine.
Die letzten U-Boote, welche einen Petroleummotor erhielten, waren U 13 bis U 16 mit einer Maschinenleistung von 882 kW was 1200 PS entspricht sowie U 17 und U 18 mit einer Maschinenleistung von 1030 kW also 1400 PS. Für die beiden letzten U-Boote waren eigentlich schon Dieselmotoren vorgesehen, welche aufgrund von Lieferschwierigkeiten allerdings nicht eingebaut werden konnten.

### Dieselelektrische U-Boote
Schon 1904 war über den Einsatz von Dieselmotoren in U-Booten nachgedacht worden. Da zu diesem Zeitpunkt die verfügbaren Motoren allerdings zu groß und zu schwer waren konnten sie nicht eingebaut werden. Die Germaniawerft und MAN entwickelten daraufhin Vierzylinder-Viertaktmotoren, welche bei ähnlichem Raumbedarf und Gewicht wesentlich mehr Leistung erzeugen konnten. Zudem war Dieselöl noch betriebssicherer als Petroleum und produzierte weniger sichtbare Abgase. Die Torpedoinspektion forderte von Firmen wie FIAT-Turin, Körting, die Germaniawerft sowie MAN einen brauchbaren Motor zu entwickeln. MAN war mit den Erprobungen weiter fortgeschritten als alle anderen, außerdem schienen die MAN-Motoren erfolgversprechender. So wurden die ersten vier U-Boote U 19 bis U 22 mit MAN-Motoren ausgerüstet. Auch alle weiteren U-Boote der kaiserlichen Marine wurden dieselelektrisch angetrieben, bei Überwasserfahrt normalerweise von ihren Dieselmotoren; bei Unterwasserfahrt von aus Akkumulatoren gespeisten Elektromotoren. Die Elektromotoren dienten zudem als Generatoren zum Wiederaufladen der Akkumulatoren bei Überwasserfahrt diese waren schon wie bei den Petrolboote von den Siemens-Schuckertwerken oder AEG.
Die Indienststellungen erfolgten von Juli bis November 1912. Doch der Bau der starken Dieselmotoren (über 800 PS) erwies sich als sehr schwierig, und es kam oft zu Problemen. Deshalb verlängerten sich die Bauzeiten der großen Flotten-U-Boote teils um 12 Monate. Deshalb wurde schon im September 1914 mit der Entwicklung von kleineren U-Booten mit möglichst kurzer Bauzeit begonnen, dem Klasse UB I.

### Küsten-U-Boote Typ UB I bis UB III
Ein Entwurf von Hans Techel über ein 125 Tonnen U-Boot wurde am 28. September 1914 dem Reichmarinerat vorgelegt und von diesem genehmigt. Zwei Wochen danach erging der Auftrag für 17 U-Boote dieses Typs, welche die Bezeichnung Projekt 34, später UB I erhielt. Diese sollten in vier Monaten in der Germaniawerft sowie in der Bremer Vulkan Werft gefertigt werden. Technisch gesehen waren die Erwartungen in diesen U-Boot Typ erfolgreich, allerdings wuchsen die Anforderungen des Seekrieges sehr schnell, sodass bald klar wurde das ein Nachfolgemodell erforderlich sei. Dieses wurde dann im April 1915 unter der Bezeichnung Projekt 39, später UB II vorgelegt und 30 U-Boote diese Typs wurden von Dezember 1915 bis Juli 1916 fertiggestellt. Gefertigt wurden sie bei der Bremer Vulkan Werft sowie bei Blohm & Voss in Hamburg. Die guten Erfahrungen, welche mit diesen zwei Typen von Küsten-U-Booten gemacht wurden sowie mit den U-Booten des Typs UC und der länger andauernde Krieg, veranlassten die Marineführung einen neuen Typ zu entwickeln, welcher dann die Bezeichnung Projekt 43 erhielt. Diese UB III-Boote basierten maßgeblich auf den U-Booten der Klasse UC II und waren für den Einsatz an den Küsten der britischen Inseln sowie im Mittelmeer geplant. Erste Bauaufträge über jeweils sechs U-Boote von U 48 bis U 71 wurden am 20. Mai 1916 an die Werften Blohm & Voss, Vulcan Hamburg, Germania in Kiel und AG Weser in Bremen vergeben. Bis zum 22. Oktober 1918 gingen 89 U-Boote dieses Typs in Dienst.

### Minenleger-U-Boote Typ UC I bis UC III
Gegen die überlegenen britischen Seestreitkräfte war der kaiserlichen Marineleitung alsbald klar, dass ein neuer U-Boot Typ entwickelt werden musste welcher Seeminen tragen und auslegen konnte. Diese konnten dann effektiv zur Errichtung von Seeblockade und der Sperrung von Schifffahrtswegen eingesetzt werden. Am 17. Oktober 1914 wurde der Entwicklung zweier solche Versuchs-U-Boote vom Reichsmarineamt erteilt, welche dann am 23. November 1914 für Bauaufträge über 15 Einheiten des Typs UC I mündete. Diese wurden dann bei der Vulkanwerft in Hamburg und bei der AG Weser Werft in Bremen gebaut. Basis für diesen Typ waren die U-Boote des Typs UB I. Leichte Modifikationen erlaubten das Mitführen von 12 Seeminen. Die In Dienststellung aller dieser U-Boot fand von April bis Juli 1915 statt. Der Minenkrieg erwies sich als äußerst erfolgreich für die kaiserliche Marine, weswegen Großadmiral von Tirpitz für eine persönliche schnelle Umsetzung der Entwicklung eines größeren Typs der UC I Klasse sorgte. Der Typ UC II konnte ein Drittel mehr Minen mitführen und wurde in der Armierung aufgewertet. Es wurden 64 Einheiten dieses Typs von UC 16 bis UC 79 gebaut. Die Bauaufträge hierfür ergingen zwischen August 1915 und Januar 1916. Für den Bau wurden die Werften von Blohm & Voss, die Vulkanwerft in Hamburg sowie die AG Weser Werft, die Germaniawerft in Kiel und die Kaiserliche Werft in Danzig beauftragt. Um den aufgetretenen Mängeln bei den U-Booten dieses Typs Herr zu werden, wurde eine weitere U-Boot-Klasse entwickelt, UC III. Es wurden 72 U-Boote dieses Typs Ende Juni 1917 bei Blohm & Voss, AG Weser Werft und der kaiserlichen Werft in Danzig in Auftrag gegeben, welche aber nicht mehr zum Kriegseinsatz kamen.

### Minenleger-U-Boote Typ UE I bis UE II
Ende 1914 wurde mit den Planungen einer hochseetauglichen Variante der Minenleger-U-Boote begonnen. Diese sollten eine höhere Reichweite und eine höhere Seeminenkapazität von 34 Minen haben und in kurzer Zeit gebaut werden können. Hierfür waren schwache 450 PS Dieselmotoren, welche für Generatoren der Schlachtschiffe der Bayern-Klasse vorgesehen waren geplant. Der erste Auftrag für den Bau zwei dieser U-Boote des Typs UE I, U 71 und U 72, erging am 9. Januar 1915 an die Vulkanwerft in Hamburg. Weitere folgten am 9. Januar 1915 an die kaiserliche Werft in Danzig für den Bau von U 73 und U 74 und am 9. März 1915 wieder an die Vulkanwerft für den Bau von U 75 bis U 80. Da der Typ UC II über eine zu geringe Reichweite und Minenkapazität verfügte und die UE I Einheiten nur mangelhaft seetauglich und über eine zu geringe Geschwindigkeit verfügten wurde im Frühjahr 1916 der neue Typ UE II geplant und Aufträge erteilt. Es sollten jeweils fünf U-Boote bei der Vulkanwerft U 117 bis U 121 und Blohm & Voss in Hamburg U 122 bis U 126 gebaut werden. Diese U-Boote wurden erst kurz vor Kriegsende ausgeliefert.

### Handels-U-Boote
Durch die Blockade deutscher Häfen durch die Royal Navy wurden ab 1916 Rohstoffe, vor allem Kautschuk und Nickel, immer knapper. Zusammen mit der Reederei Norddeutscher Lloyd und der Deutschen Bank gründete der Bremer Kaufmann Alfred Lohmann die neue Deutsche Ozean-Reederei (DOR) am 8. November 1915 nach einem Vorschlag des Reichsschatzamtes ein Fracht-U-Boot zu bauen. Hiermit sollten Handelsbeziehungen zu neutralen Staaten wie den USA etabliert werden. Etwa zeitgleich wurde vom Krupp-Konzern eine ähnliche Idee erarbeitet. Pläne für den Umbau von Minenleger-U-Booten waren vorhanden. Die beiden Projekte gingen daraufhin eine Kooperation ein und die DOR beauftragte die Germaniawerft in Kiel mit dem Bau zweier 600 Tonnen tragfähigen U-Boote, die Deutschland und die Bremen. Im Sommer 1916 wurde ein weiterer Auftrag für sechs Fracht-U-Boote an die Germaniawerft erteilt. Am 4. April 1917 lief die Oldenburg vom Stapel. Als dann am 6. April 1917 die USA in den Krieg eintraten beschlagnahmte das Marineamt die Deutschland und alle noch im Bau befindlichen U-Boote und baute diese in der Folge zu U-Kreuzern um und stellte sie als U 151 bis U 157 in Dienst.

### U-Kreuzer
Unter der Projektbezeichnung 42 wurde am 27. Mai 1916 zwölf U-Kreuzer in Auftrag gegeben. U 127 bis U 130 sollten bei der Germaniawerft in Kiel während U 131 bis U 134 bei der AG Weser und U 135 bis U 138 in Danzig bei der kaiserlichen Werft gebaut werden. Einzig der Bau der U-Kreuzer aus der Danziger Werft wurde begonnen und hiervon nur U 135 und U 136 fertiggestellt. Ab dem 1. August 1916 wurden im Projekt 46 in Anlehnung an den ersten U-Kreuzer Typ eine neue Version entwickelt. Diese sollten als Handelszerstörer und Blockadebrecher fungieren und sollten bei der Germaniawerft in Kiel gebaut werden. Drei U-Kreuzer dieses Typs wurden zwischen März und Juni 1918 in Dienst gestellt.

### Nicht mehr realisierte U-Boot Projekte
Als Projekt 47 galt ein Amtsentwurf für einen U-Kreuzer aus dem Jahr 1917/18 bei welchem eine Verdrängung von 4100 t, einer Länge von 91,95 bis 110 m, einem Durchmesser von 7,3 bis 11,25 m und einem Tiefgang zwischen 6,6 und 13,9 m geplant war. Es sollten Maschinen mit 3800 bis 6000 PS und einer maximalen Tauchtiefe von 100 m erreicht werden. Für die Bewaffnung waren vier Bug,- vier Seiten und zwei Hecktorpeodorohre mit eine Munition von 30 Torpedos geplant. An Deck sollten vier 15-cm und zwei 8,8-cm-Geschütze errichtet werden. Die Besatzung sollte eine Stärke von max. 90 Mann und einem Prisenkommando von 25 Mann haben. Dieses U-Boot wurde nie gebaut, war aber der Vorläufer des ebenfalls nicht beendeten U-Boot Projektes UD 1, welche mit einer Dampfturbine angetrieben werden sollte.
Speziell für den Flandern-England-Einsatz wurde 1917/18 noch die U-Boot Klasse UF von UF 1 bis UF 92 geplant, welche die Bezeichnung Projekt 48a erhielt. Diese kamen nicht mehr zum Einsatz. Diese als Einhüllen-Küsten-U-Boote geplanten Einheiten sollten eine Verdrängung von 364 bis 381 t, einer Länge von 44,6 m, einem Durchmesser von 4,44 m und einem Tiefgang von 3,95 m haben. Die Maschinenanlage war mit einer Leistung von 600 bis 620 PS und einer maximalen Tauchtiefe von 75 m geplant. Als Bewaffnung waren vier Bug,- und zwei Hecktorpedorohre vorgesehen sowie ein 8,8-cm-Geschütze. Die Besatzung sollte eine Stärke von 28 Mann haben. Diese Einheiten sollten im Schichau-Werk, bei Tecklenborg, bei den Atlas-Werken, bei der Neptun Werft und bei Schichau Seebeck Werft gebaut werden.
Es waren insgesamt U-Boote, bis U 276 geplant, welche allerdings darüber hinaus nicht mehr realisiert werden konnten.

### U-Boot Projekte für den Export
Als Hans Techels Entwurf UA (U Atropo) wurden nach norwegischen Maßgaben ab der Bestellung am 28. September 1907 bei den Germaniawerften in Kiel hochseetaugliche Zweihüllenboote für die norwegische Marine gebaut. Der Prototyp dieser U-Boote die Kobben (U-Boot, 1909) wurde am 13. Dezember 1909 als A-Klasse in Dienst gestellt und erhielt später die Bezeichnung A-1. Drei weitere Boot dieses Typs wurden als A-2, A-3 und A-4 gebaut. Alle U-Boote bis auf A-4 wurden noch vor Ausbruch des Ersten Weltkrieges ausgeliefert dieses U-Boot wurde von der deutschen kaiserlichen Marine beschlagnahmt und erhielt die Bezeichnung U A, intern auch U 0. Es wurde nach dem Krieg 1918 an England ausgeliefert und zwischen 1919 und 1920 in Bo’ness am Firth of Forth verschrottet.

### Beute U-Boot
Von Juni bis November 1918 wurde das erbeutete russische U-Boot Gagara als US 4 von der kaiserlichen Marine im Schwarzen Meer zu Probefahrten eingesetzt. Es wurde nach Kriegsende an Russland ausgeliefert und in Sewastopol außer Dienst gestellt.